# Valico di San Bartolomeo
Il valico di San Bartolomeo è un valico di frontiera fra l'Italia e la Slovenia. 
Collega le località di Muggia, nell'ex provincia di Trieste, e di Ancarano (Ankaran). Da parte slovena è chiamato valico confinario del Lazzaretto (mejni prehod Lazaret). È l'ultimo valico terrestre dell'Italia, partendo da ovest, prima che il confine ridiventi marittimo.

## Descrizione
Il valico è detto di San Bartolomeo dal nome della baia, nei pressi del quale è posizionato. Il nome sloveno deriva dalla località, presente in territorio italiano, poco distante dal confine, in cui era presente, per l'appunto, un lazzaretto. Il nome di Valico del Lazzaretto è comunque diffuso comunemente anche da parte italiana.
Sul valico termina l'ex strada provinciale 14, ora strada comunale, che lo collega, correndo lungo il mare, con Muggia per poi proseguire fino ad Aquilinia, ove s'innesta sulla Via Flavia, che mette in comunicazione Trieste col Valico di Rabuiese. Sul lato sloveno vi giunge la strada 406, proveniente da Sermino e dall'uscita della Autostrada Capodistria-Lubiana.  
Il traffico è, per lo più locale, anche se il valico, prima della liberalizzazione dei passaggi, era utilizzato quale alternativa al più importante Valico di Rabuiese.
Sul valico termina la linea 7 della Trieste Trasporti (azienda pubblica di trasporti che cura i collegamenti urbani e suburbani dell'ex provincia di Trieste) proveniente da Muggia. 

## Storia
Il valico è stato istituito nel 1954 quando, a seguito del Memorandum di Londra, l'Italia prese il controllo della Zona A del Territorio Libero di Trieste, mentre la Jugoslavia inglobò la Zona B. In base a tale accordo venne rettificato il confine nei pressi di Muggia, a favore della Jugoslavia, che portò all'apposizione del valico in località Lazzaretto, all'altezza dell'edificio denominato "Caravella". In precedenza la linea di divisione tra le due zone era posizionata tagliando Punta Grossa, ma venne ridefinita, portandola più a nord, a metà della baia di San Bartolomeo. L'apertura del valico fu fissata per il 26 ottobre.

Vista del lato italiano del valico, nel 1991

Il valico era di I° categoria, ovvero poteva essere attraversato da qualsiasi persona dotata di un documento valido per l'espatrio, e non solo chi era dotato di lasciapassare, che consentiva il passaggio anche sui valichi di II° categoria. Il valico era sempre aperto.
Dal 1991 subentrò alla Jugoslavia la neoindipendente Slovenia. In occasione dell'entrata della Slovenia nell'accordo di Schengen, il 21 dicembre 2007, il passaggio al valico venne liberalizzato. 
Dall'11 marzo 2020 le autorità slovene, al fine di prevenire un aumento del numero dei contagi da COVID-19, stante la situazione italiana, decidono di incrementare i controlli sanitari al confine, lasciando aperti solo i valichi più importanti. Il valico di San Bartolomeo è tra quelli che vengono temporaneamente chiusi, fino al 15 giugno successivo.
Dal 29 marzo 2021 il valico viene nuovamente chiuso, per la recrudescenza dell'epidemia in Slovenia, dopo che nei giorni precedenti ne era già stata limitata l'apertura oraria. Il 28 aprile successivo il valico viene riaperto.